# Copa América 2007
La Copa América 2007 è stata la quarantaduesima edizione del massimo torneo sudamericano per squadre nazionali di calcio.
Ad organizzare il torneo è stato, per la prima volta, il Venezuela e le partite si sono svolte dal 26 giugno al 15 luglio 2007. Il titolo è andato al Brasile, che ha sconfitto nella finale dell'Estadio José Encarnación Romero l'Argentina per 3-0, conquistando il trofeo per l'ottava volta nella propria storia.
Dopo questa edizione, tutte le nazionali iscritte alla CONMEBOL hanno organizzato almeno una volta nella propria storia la Copa América. In conformità a quanto deciso nel 1986 dalla CONMEBOL, con il Venezuela si è chiusa la rotazione fra i 10 Paesi membri del massimo organismo calcistico sudamericano, iniziata con l'edizione 1987 in Argentina.

## Città e stadi
| Maturín                               | Barquisimeto                                                                                      | Mérida                                                                                            | Ciudad Guayana                                                                                    |
| ------------------------------------- | ------------------------------------------------------------------------------------------------- | ------------------------------------------------------------------------------------------------- | ------------------------------------------------------------------------------------------------- |
| Estadio Monumental de Maturín         | Estadio Metropolitano de Lara                                                                     | Estadio Metropolitano de Mérida                                                                   | Estadio Polideportivo Cachamay                                                                    |
| Capienza: 52,000                      | Capienza: 42,000                                                                                  | Capienza: 42,000                                                                                  | Capienza: 41,600                                                                                  |
| Club: Monagas                         | Club: Unión Lara Guaros de Lara                                                                   | Club: Est. Mérida                                                                                 | Club: Mineros                                                                                     |
|                                       |                                                                                                   |                                                                                                   |                                                                                                   |
| Maracaibo                             | Barinas Barquisimeto Caracas Maracaibo Maturín Mérida Puerto La Cruz Ciudad Guayana San Cristóbal | Barinas Barquisimeto Caracas Maracaibo Maturín Mérida Puerto La Cruz Ciudad Guayana San Cristóbal | Barinas Barquisimeto Caracas Maracaibo Maturín Mérida Puerto La Cruz Ciudad Guayana San Cristóbal |
| Estadio José Pachencho Romero         | Barinas Barquisimeto Caracas Maracaibo Maturín Mérida Puerto La Cruz Ciudad Guayana San Cristóbal | Barinas Barquisimeto Caracas Maracaibo Maturín Mérida Puerto La Cruz Ciudad Guayana San Cristóbal | Barinas Barquisimeto Caracas Maracaibo Maturín Mérida Puerto La Cruz Ciudad Guayana San Cristóbal |
| Capienza: 40,000                      | Barinas Barquisimeto Caracas Maracaibo Maturín Mérida Puerto La Cruz Ciudad Guayana San Cristóbal | Barinas Barquisimeto Caracas Maracaibo Maturín Mérida Puerto La Cruz Ciudad Guayana San Cristóbal | Barinas Barquisimeto Caracas Maracaibo Maturín Mérida Puerto La Cruz Ciudad Guayana San Cristóbal |
| Club: UA Maracaibo                    | Barinas Barquisimeto Caracas Maracaibo Maturín Mérida Puerto La Cruz Ciudad Guayana San Cristóbal | Barinas Barquisimeto Caracas Maracaibo Maturín Mérida Puerto La Cruz Ciudad Guayana San Cristóbal | Barinas Barquisimeto Caracas Maracaibo Maturín Mérida Puerto La Cruz Ciudad Guayana San Cristóbal |
|                                       | Barinas Barquisimeto Caracas Maracaibo Maturín Mérida Puerto La Cruz Ciudad Guayana San Cristóbal | Barinas Barquisimeto Caracas Maracaibo Maturín Mérida Puerto La Cruz Ciudad Guayana San Cristóbal | Barinas Barquisimeto Caracas Maracaibo Maturín Mérida Puerto La Cruz Ciudad Guayana San Cristóbal |
| San Cristóbal                         | Puerto La Cruz                                                                                    | Barinas                                                                                           | Caracas                                                                                           |
| Estadio Polideportivo de Pueblo Nuevo | Estadio Olímpico Luis Ramos                                                                       | Estadio Agustín Tovar                                                                             | Estadio Olímpico de la UCV                                                                        |
| Capienza: 40,000                      | Capienza: 38,000                                                                                  | Capienza: 27,500                                                                                  | Capienza: 24,900                                                                                  |
| Club: Deportivo Táchira               | Club: Dep. Anzoátegui                                                                             | Club: Zamora FC                                                                                   | Club: Caracas Deportivo Italia                                                                    |
|                                       |                                                                                                   |                                                                                                   |                                                                                                   |

## Formula
Per l'edizione 2007 è stata confermata la formula in vigore dal 1993, con le 12 squadre partecipanti (le 10 nazionali affiliate alla CONMEBOL, più 2 invitate della CONCACAF, in questo caso Messico e USA) divise in 3 gironi all'italiana da 4 ciascuno. Le prime due classificate più le 2 migliori terze si sarebbero qualificate ai quarti. Da questo momento il torneo avrebbe preso la forma dell'eliminazione diretta.

## Nazionali partecipanti
| N° | Nazione     | Iscrizione CONMEBOL | Iscrizione CONCACAF | Note                                                |
| -- | ----------- | ------------------- | ------------------- | --------------------------------------------------- |
| 1  | Argentina   | 1916                | -                   |                                                     |
| 2  | Brasile     | 1916                | -                   | Detentore Coppa America 2004                        |
| 3  | Cile        | 1916                | -                   |                                                     |
| 4  | Uruguay     | 1916                | -                   |                                                     |
| 5  | Paraguay    | 1921                | -                   |                                                     |
| 6  | Perù        | 1925                | -                   |                                                     |
| 7  | Bolivia     | 1926                | -                   |                                                     |
| 8  | Ecuador     | 1927                | -                   |                                                     |
| 9  | Colombia    | 1936                | -                   |                                                     |
| 10 | Venezuela   | 1952                | -                   | Nazione ospitante                                   |
| 11 | Stati Uniti | -                   | 1961                | Detentore Coppa CONCACAF 2005 e Coppa CONCACAF 2007 |
| 12 | Messico     | -                   | 1961                | Detentore Coppa CONCACAF 2003                       |

## Sorteggio
I gironi iniziali, sorteggiati il 14 febbraio 2007 al Teatro Teresa Carreño di Caracas, hanno avuto la seguente composizione:
Gruppo A
- Venezuela
- Uruguay
- Perù
- Bolivia

Gruppo B
- Brasile
- Messico
- Cile
- Ecuador

Gruppo C
- Argentina
- Paraguay
- Colombia
- Stati Uniti

## Le partite

### Primo turno

#### Gruppo A

##### Risultati
| Arbitro: | Amarilla |

|                                      |           |  |
| Villalta 27’ Mariño 70’ Guerrero 88’ | Marcatori |  |

| Arbitro: | Reinoso |

|                        |           |                     |
| Maldonado 20’ Páez 55’ | Marcatori | 38’ Moreno 84’ Arce |

| Arbitro: | Toledo |

|             |           |  |
| Sánchez 58’ | Marcatori |  |

| Arbitro: | Archundia |

|                           |           |  |
| Cichero 48’ Arismendi 79’ | Marcatori |  |

| Arbitro: | Chandía |

|                       |           |                  |
| Moreno 24’ Campos 45’ | Marcatori | 34’, 85’ Pizarro |

| Mérida 3 luglio 2007, ore 20:50 | Venezuela | 0 – 0 | Uruguay | Estadio Metropolitano de Mérida (42 200 spett.)\| Arbitro: \| Simon \| |
| Arbitro:                        | Simon     |       |         |                                                                        |

##### Classifica
| Pos. | Squadra   | Pt | G | V | N | P | GF | GS | DR |
| ---- | --------- | -- | - | - | - | - | -- | -- | -- |
| 1.   | Venezuela | 5  | 3 | 1 | 2 | 0 | 4  | 2  | +2 |
| 2.   | Perù      | 4  | 3 | 1 | 1 | 1 | 5  | 4  | +1 |
| 3.   | Uruguay   | 4  | 3 | 1 | 1 | 1 | 1  | 3  | −2 |
| 4.   | Bolivia   | 2  | 3 | 0 | 2 | 1 | 4  | 5  | −1 |

#### Gruppo B

##### Risultati
| Arbitro: | Ruiz |

|                               |           |                          |
| Suazo 20’, 80’ Villanueva 86’ | Marcatori | 16’ Valencia 23’ Benítez |

| Arbitro: | Pezzotta |

|                          |           |  |
| Castillo 23’ Morales 28’ | Marcatori |  |

| Arbitro: | Carlos Torres |

|                              |           |  |
| Robinho 36’ (rig.), 84’, 87’ | Marcatori |  |

| Arbitro: | Ortubé |

|                        |           |            |
| Castillo 21’ Bravo 79’ | Marcatori | 84’ Méndez |

| Puerto La Cruz 4 luglio 2007, ore 18:35 | Messico  | 0 – 0 | Cile | Estadio General José Antonio Anzoátegui (40 000 spett.)\| Arbitro: \| Amarilla \| |
| Arbitro:                                | Amarilla |       |      |                                                                                   |

| Arbitro: | Pezzotta |

|                    |           |  |
| Robinho 56’ (rig.) | Marcatori |  |

##### Classifica
| Pos. | Squadra | Pt | G | V | N | P | GF | GS | DR |
| ---- | ------- | -- | - | - | - | - | -- | -- | -- |
| 1.   | Messico | 7  | 3 | 2 | 1 | 0 | 4  | 1  | +3 |
| 2.   | Brasile | 6  | 3 | 2 | 0 | 1 | 4  | 2  | +2 |
| 3.   | Cile    | 4  | 3 | 1 | 1 | 1 | 3  | 5  | −2 |
| 4.   | Ecuador | 0  | 3 | 0 | 0 | 3 | 3  | 6  | −3 |

#### Gruppo C

##### Risultati
| Arbitro: | Larrionda |

|                                           |           |  |
| Santa Cruz 30’, 46’, 80’ Cabañas 84’, 88’ | Marcatori |  |

| Arbitro: | Chandía |

|                                     |           |                   |
| Crespo 11’, 60’ Aimar 76’ Tévez 84’ | Marcatori | 9’ (rig.) Johnson |

| Arbitro: | Rivera |

|                                       |           |           |
| Barreto 29’ Cardozo 56’ Cabañas 90+2’ | Marcatori | 40’ Clark |

| Arbitro: | Simon |

|                                                       |           |                             |
| Crespo 20’ (rig.) Riquelme 34’, 45+1’ D. Milito 90+2’ | Marcatori | E. Perea 10’ Castrillón 73’ |

| Arbitro: | Andarcia |

|                |           |  |
| Castrillón 15’ | Marcatori |  |

| Arbitro: | Larrionda |

|                |           |  |
| Mascherano 79’ | Marcatori |  |

##### Classifica
| Pos. | Squadra     | Pt | G | V | N | P | GF | GS | DR |
| ---- | ----------- | -- | - | - | - | - | -- | -- | -- |
| 1.   | Argentina   | 9  | 3 | 3 | 0 | 0 | 9  | 3  | +6 |
| 2.   | Paraguay    | 6  | 3 | 2 | 0 | 1 | 8  | 2  | +6 |
| 3.   | Colombia    | 3  | 3 | 1 | 0 | 2 | 3  | 9  | −6 |
| 4.   | Stati Uniti | 0  | 3 | 0 | 0 | 3 | 2  | 8  | −6 |

#### Raffronto delle terze classificate
| Pos. | Squadra  | Pt | G | V | N | P | GF | GS | DR |
| ---- | -------- | -- | - | - | - | - | -- | -- | -- |
| 1.   | Cile     | 4  | 3 | 1 | 1 | 1 | 3  | 5  | −2 |
| 2.   | Uruguay  | 4  | 3 | 1 | 1 | 1 | 1  | 3  | −2 |
| 3.   | Colombia | 3  | 3 | 1 | 0 | 2 | 3  | 9  | −6 |

### Fase a eliminazione diretta
|  | Quarti di finale | Quarti di finale |               |         | Semifinali                | Semifinali                |  |  | Finale | Finale |
|  |                  |                  |               |         |                           |                           |  |  |        |        |
|  |                  |                  |               |         |                           |                           |  |  |        |        |
|  |                  |                  |               |         |                           |                           |  |  |        |        |
|  | 2B. Brasile      | 6                |               |         |                           |                           |  |  |        |        |
|  | 2B. Brasile      | 6                |               |         |                           |                           |  |  |        |        |
|  | 3B. Cile         | 1                |               |         |                           |                           |  |  |        |        |
|  | 3B. Cile         | 1                | Brasile (dtr) | 2 (5)   |                           |                           |  |  |        |        |
|  |                  |                  | Brasile (dtr) | 2 (5)   |                           |                           |  |  |        |        |
|  |                  | Uruguay          | 2 (4)         |         |                           |                           |  |  |        |        |
|  | 1A. Venezuela    | Uruguay          | 2 (4)         | 1       |                           |                           |  |  |        |        |
|  | 1A. Venezuela    |                  |               | 1       |                           |                           |  |  |        |        |
|  | 3A. Uruguay      | 4                |               |         |                           |                           |  |  |        |        |
|  | 3A. Uruguay      | 4                | Brasile       | 3       |                           |                           |  |  |        |        |
|  |                  |                  | Brasile       | 3       |                           |                           |  |  |        |        |
|  |                  | Argentina        | 0             |         |                           |                           |  |  |        |        |
|  | 1C. Argentina    | Argentina        | 0             | 4       |                           |                           |  |  |        |        |
|  | 1C. Argentina    |                  |               | 4       |                           |                           |  |  |        |        |
|  | 2A. Perù         | 0                |               |         |                           |                           |  |  |        |        |
|  | 2A. Perù         | 0                | Argentina     | 3       | Finale per il terzo posto | Finale per il terzo posto |  |  |        |        |
|  |                  |                  | Argentina     | 3       | Finale per il terzo posto | Finale per il terzo posto |  |  |        |        |
|  |                  | Messico          | 0             |         |                           |                           |  |  |        |        |
|  | 1B. Messico      | Messico          | 0             | 6       | Uruguay                   | 1                         |  |  |        |        |
|  | 1B. Messico      |                  |               | 6       | Uruguay                   | 1                         |  |  |        |        |
|  | 2C. Paraguay     | 0                |               | Messico | 3                         |                           |  |  |        |        |
|  | 2C. Paraguay     | 0                |               |         | 3                         |                           |  |  |        |        |
|  |                  |                  |               |         |                           |                           |  |  |        |        |
|  |                  |                  |               |         |                           |                           |  |  |        |        |

#### Quarti di finale
| Arbitro: | Carlos Chandía |

|            |           |                                            |
| 41’ Arango | Marcatori | Forlán 38’, 90+2’ García 64’ Rodríguez 87’ |

| Arbitro: | Larrionda |

|                                                                        |           |           |
| Juan 16’ Júlio Baptista 23’ Robinho 27’, 50’ Josué 68’ Vágner Love 85’ | Marcatori | 76’ Suazo |

| Arbitro: | Pezzotta |

|                                                                            |           |  |
| Castillo 5’ (rig.), 38’ Torrado 27’ Arce 79’ Blanco 87’ (rig.) Bravo 90+1’ | Marcatori |  |

| Arbitro: | Simon |

|                                            |           |  |
| Riquelme 47’, 85’ Messi 61’ Mascherano 75’ | Marcatori |  |

#### Semifinali
| Arbitro: | Ruiz |

|                                                                  |                      |                                                      |
| Maicon 13’ Júlio Baptista 41’                                    | Marcatori            | 36’ Forlán 69’ Abreu                                 |
| Robinho Juan Gilberto Silva Afonso Alves Diego Fernando Gilberto | Tiri di rigore 5 – 4 | Forlán Scotti González Rodríguez Abreu García Lugano |

| Arbitro: | Chandía |

|                                          |           |  |
| Heinze 45’ Messi 61’ Riquelme 66’ (rig.) | Marcatori |  |

#### Finale per il 3º posto
| Arbitro: | Reinoso |

|           |           |                                          |
| 22’ Abreu | Marcatori | 38’ (rig.) Blanco 68’ Bravo 76’ Guardado |

#### Finale
| Arbitro: | Amarilla |

|                                                   |           |  |
| Júlio Baptista 4’ Ayala 40’ (aut.) Dani Alves 69’ | Marcatori |  |

| Brasile | Argentina |

| POR           | 12 | Doni               | 51’ |     |
| DIF           | 2  | Maicon             |     |     |
| DIF           | 4  | Juan               |     |     |
| DIF           | 3  | Alex               | 37’ |     |
| DIF           | 6  | Gilberto           | 54’ |     |
| CEN           | 5  | Mineiro            |     |     |
| CEN           | 17 | Josué              | 82’ |     |
| CEN           | 7  | Elano              |     | 34’ |
| CEN           | 19 | Júlio Baptista     | 68’ |     |
| ATT           | 11 | Robinho            |     | 90’ |
| ATT           | 9  | Vágner Love        |     | 90’ |
| Sostituzioni: |    |                    |     |     |
| ATT           | 13 | Dani Alves         |     | 34’ |
| CEN           | 18 | Fernando Menegazzo |     | 90’ |
| DIF           | 10 | Diego              |     | 90’ |
| Allenatore:   |    |                    |     |     |
| Dunga         |    |                    |     |     |

| POR           | 1  | Roberto Abbondanzieri |     |     |
| DIF           | 8  | Javier Zanetti        |     |     |
| DIF           | 2  | Roberto Ayala         |     |     |
| DIF           | 15 | Gabriel Milito        |     |     |
| DIF           | 6  | Gabriel Heinze        |     |     |
| CEN           | 14 | Javier Mascherano     | 44’ |     |
| CEN           | 20 | Juan Sebastián Verón  |     | 67’ |
| CEN           | 19 | Esteban Cambiasso     |     | 59’ |
| CEN           | 10 | Juan Román Riquelme   |     |     |
| ATT           | 18 | Lionel Messi          |     |     |
| ATT           | 11 | Carlos Tévez          | 75’ |     |
| Sostituzioni: |    |                       |     |     |
| CEN           | 16 | Pablo Aimar           |     | 59’ |
| CEN           | 13 | Lucho González        |     | 67’ |
| Allenatore:   |    |                       |     |     |
| Alfio Basile  |    |                       |     |     |

| Assistenti arbitrali: Wálter Rial (Uruguay) Luis Sáncheza (Venezuela) Quarto ufficiale: Manuel Andarcia (Venezuela) |

## Classifica marcatori
6 gol
- Robinho.

5 gol
- Riquelme.

4 gol
- Castillo.

3 gol
- Crespo;
- Júlio Baptista;
- Suazo;
- Bravo;
- Cabañas e Santa Cruz;
- Forlán.

2 gol
- Mascherano e Messi;
- Moreno;
- Castrillón;
- Blanco;
- Pizarro;
- Abreu.

1 gol

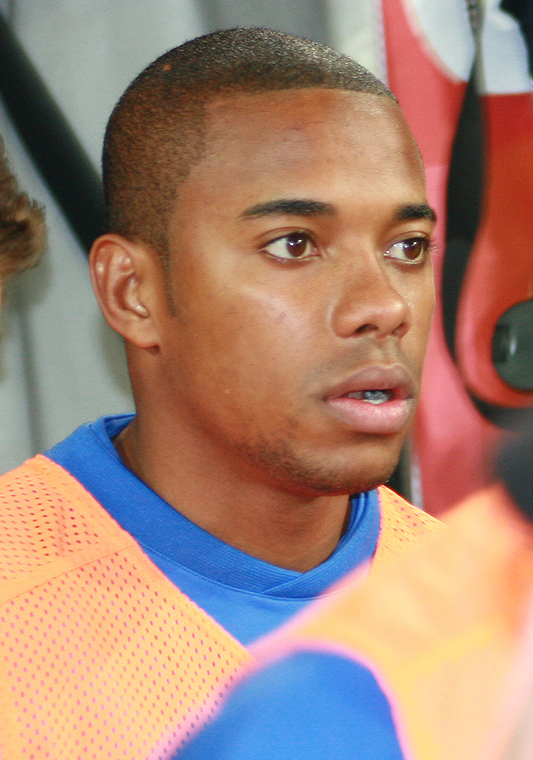
Robinho, capocannoniere del torneo con 6 gol e secondo brasiliano consecutivo ad ergersi a miglior realizzatore, dopo Adriano nel 2004

- Aimar, Heinze, D. Milito e Tévez;
- Arce e Campos;
- Daniel Alves, Josué, Juan, Maicon e Vágner Love;
- Villanueva;
- E. Perea;
- Benítez, Méndez e Valencia;
- Arce, Guardado, Morales e Torrado;
- Barreto e Cardozo;
- Guerrero, Mariño e Villalta;
- Clark e Johnson;
- García, Rodríguez e Sánchez;
- Arango, Arismendi, Cichero, Maldonado e Páez.

autoreti
- Ayala (pro Brasile).

## Arbitri
- Sergio Pezzotta
- René Ortubé
- Carlos Simon
- Carlos Chandía
- Oscar Ruiz
- Mauricio Reinoso
- Benito Archundia

- Carlos Amarilla
- Carlos Torres
- Víctor Rivera
- Jorge Larrionda
- Baldomero Toledo
- Manuel Andarcia